# Phare sud de Schiermonnikoog
Le phare sud de Schiermonnikoog est un phare inactif situé sur l'île de Schiermonnikoog (Îles de la Frise), province de Frise aux Pays-Bas. Il a été remplacé par le phare nord de Schiermonnikoog.
Il est classé monument national en 1991 par l'Agence du patrimoine culturel des Pays-Bas .

## Histoire
Le phare a été construit en 1854 à la demande du roi Guillaume III. Il ne porte pas de nom officiel que celui de Zuidertoren (Tour sud). Il est situé près de l'extrémité ouest de l'île de Schiermonnikoog, à l'ouest de la ville du même nom.
Il a été désactivé en 1909. Il a reçu la fonction de château d'eau de 1950 à 1992. La lanterne a été remplacée par une salle technique. Acquis par la KPN en 1998, la société néerlandaise de télécommunications, il sert désormais de tour de télécommunications et d'émetteur de télévision.

## Description
Ce phare  est une tour circulaire en brique et pierre, avec une galerie et une lanterne de 35 m de haut. La tour est totalement blanche.
Identifiant : ARLHS : NET-022 .
|        |
| Plaque |

|          |
| Le phare |

|           |
| Intérieur |

### Lien connexe
- Liste des phares des Pays-Bas